# Ex (Film)
Ex ist eine italienische Filmkomödie aus dem Jahr 2009. Der Kinofilm wurde vom italienischen Regisseur Fausto Brizzi für Italian International Film und Rai Cinema gedreht. Es ist der dritte Film des Regisseurs.

## Handlung
Die Beziehungen von sechs Paaren, die in unterschiedlicher Weise zueinander in Beziehung stehen, sind aus verschiedenen Gründen in Auflösung begriffen.
Der Psychologe und Psychologieprofessor Sergio, gespielt von Claudio Bisio, hat sich vor Jahren von seiner Frau getrennt. Als diese durch einen Autounfall ums Leben kommt, ziehen die beiden heranwachsenden Töchter zu ihm. Da er vorher ein Playboy-Leben geführt hat, muss er sich umstellen. Er findet heraus, dass ihn seine Frau die ganze Zeit der Trennung über geliebt hat.
Der Richter Luca muss zwar in seinem Richteramt Familien wieder zusammenführen, gleichzeitig bricht aber seine Ehe mit Loredana auseinander. Nachdem er sich mit seiner Frau gestritten hat, zieht er zu seinem Sohn. Bei einem Supermarktüberfall wird seine Frau verletzt und die beiden finden wieder zueinander. Seine Tochter, die in Paris arbeitet, wird nach Neuseeland versetzt, was zu einer starken Zerreißprobe für ihre Beziehung mit ihrem Pariser Freund wird.
Der Chirurg Paolo hat eine Beziehung mit Monique. Er wird verfolgt von einem ehemaligen Geliebten Moniques, dem Polizisten Davide. Paolo lässt sich immer ausgefallenere Ausflüge und Verstecke einfallen, um Davide aus dem Weg zu gehen, zum Beispiel zu einem 200 Kilometer von Rom entfernten Konzert der Band Jalisse in Pescara und ein Motel in der 400 Kilometer entfernten Region Basilikata – dies gelingt ihm jedoch im ersten Fall nicht und im zweiten Fall führt es zum Ende der Beziehung mit Monique. Nachdem Davide bei dem Supermarktüberfall angeschossen wird, muss Paolo ihn operieren. Paolo rettet ihm das Leben. Nachdem die beiden herausfinden, dass Monique schon wieder einen Neuen hat, versöhnen sie sich.
Elisa ist in Hochzeitsvorbereitungen mit Corrado. Der Priester, der sie verheiraten soll, stellt sich als Elisas große Jugendliebe Lorenzo heraus. Am Ende entscheidet sich der Priester, sein Amt aufzugeben und Elisa gibt Corrado vor dem Traualtar den Laufpass.

## Veröffentlichungstermine
Der Kinostart war in Italien am 6. Februar 2009, in Spanien unter dem Titel Ex: Todos tenemos uno am 24. Juli 2009, in Brasilien unter dem Titel Ah… O Amor! am 15. Januar 2010, in Südkorea am 21. Januar 2010 sowie in Argentinien unter dem Titel Todos tenemos un… Ex am 22. April 2010. Zwar verkaufte Rai Trade auf den Internationalen Filmfestspielen von Cannes 2009 die Filmrechte auch nach Deutschland, dort wurde der Film jedoch nicht in Kinos gezeigt. Die Rechte für deutschsprachige Fernsehausstrahlungen liegen bei dem Salzburger Distributor TV Alliance. Die deutsche Erstausstrahlung erfolgte im Pay-TV am 8. Februar 2013 auf Romance TV und im Free-TV am 22. April 2013 im MDR. Die deutschsprachige DVD-Ausgabe trägt der Film den Titel „Ex - Jeder hat eine(n)“.
Außer in Kinos war der Film auch auf einigen Festivals zu sehen, so zum Beispiel 2009 auf dem Accade Domani-Nuovo Cinema Italiano, das ist eine Veranstaltung, die in acht italienischen Städten stattfindet, auf dem Busan International Film Festival 2009, dem Alpe d’Huez Film Festival 2010 im Département Isère sowie dem Festival del Cinema Italiano 2010 in Tokio. Auf Festivals in den Vereinigten Staaten und Australien lief der Film auch unter dem Titel Many Kisses Later.

## Sonstiges
Der Drehbeginn war am 15. Juli 2008. Gedreht wurde der Film in Italien (Rom), Frankreich (Paris) und Südafrika (diejenigen Szenen, die im Film in Neuseeland spielen). Der Film hatte ein Budget von 8 Millionen Euro. Alleine in Italien spielte er bis Mai 2009 12 Millionen Euro ein. Gefördert wurde Ex durch das italienische Ministerium für Kulturgüter und kulturelle Aktivitäten (Ministero per i Beni e le Attività Culturali) mit einer Million Euro. Eine Fortsetzung unter dem Namen Ex - Amici come prima! wurde 2011 unter anderem in Nordrhein-Westfalen gedreht, Regisseur war diesmal Carlo Vanzina; die Uraufführung in Italien war am 7. Oktober 2011.
Die Filmmusik für Ex schrieb der italienische Komponist Bruno Zambrini, der unter anderem schon Filmmusiken für Piero Vivarelli, Duccio Tessari, Gabriele Crisanti, Franco Castellano, Giuseppe Moccia, Giorgio Capitani und Dutzende von Filmen von Neri Parenti geschrieben hatte und als Komponist für Joe Sentieri, Domenico Modugno, Gianni Morandi, Rita Pavone, Alessandro Alessandroni, Mina, Patty Pravo, Little Tony geschrieben hat. Auch bei den ersten beiden Filmen des Regisseurs Fausto Brizzi schrieb er die Filmmusik. Als Titellied des Films wurde Goodbye My Lover von James Blunt verwendet. Auf dem Filmsoundtrack finden sich auch unter anderem Biagio Antonacci, Tom Jones, Jalisse (mit dem Titel Fiume die parole, mit dem sie auf dem Eurovision Song Contest 1997 den vierten Platz belegt hatten), Franco Battiato, Oasis, Dido, Raf, John Legend, Alicia Keys (mit If I Ain’t Got You), Pink, Gavin DeGraw, The Fray, Luca Carboni, John Mayer und Enrico Ruggeri.
Während der Film in Italien die Altersfreigabe „T“ hat (freigegeben für alle Altersklassen) und in Australien „M“ (ebenfalls für alle Altersklassen freigegeben), wurde er in Argentinien auf „13“ gestuft. In Südkorea ist er erst ab 18 empfohlen.
Im Verlag Arnoldo Mondadori Editore erschien zeitgleich mit der Veröffentlichung des Filmes eine vom Regisseur Fausto Brizzi geschriebene Romanversion mit dem Titel Il manuale degli Ex.

## Kritiken
Bei Rotten Tomatoes erreichte der Film eine Bewertung von 58 Prozent basierend auf 190 Kritiken bei einer durchschnittlichen Bewertung von 3,4 von 5.
Manuel Celentano gibt dem Film auf Film e DVD 3,5 von 5 Sternen:

„Il modello di Brizzi è il Richard Curtis di ‚Love actually‘, e come la nota pellicola inglese anche questo film presenta un variegato mosaico di relazioni sentimentali, incentrate in particolare nei rapporti fra ex.“

„Brizzis Vorbild ist der Film ‚Tatsächlich… Liebe‘ von Richard Curtis. Wie in dem bekannten britischen Film wird auch hier ein abwechslungsreiches Mosaik aus romantischen Beziehungen geboten, in dessen Mittelpunkt das Verhältnis zwischen Ex-Partnern steht.“

## Synchronisation
| Rollenname       | Schauspieler              | Synchronsprecher deutsch                                                         | Synchronsprecher spanisch |
| ---------------- | ------------------------- | -------------------------------------------------------------------------------- | ------------------------- |
| Alice            | Ludovica Gargari          | Paulina Rümmelein                                                                |                           |
| Andrea           | Vincenzo Alfieri          | Karim El Kammouchi                                                               | Manuel Gimeno             |
| Antonio          | Enrico Montesano          |                                                                                  | Jordi Royo                |
| Barbara          | Rosabell Laurenti Sellers | Jacqueline Belle                                                                 |                           |
| Caterina         | Nancy Brilli              | Solveig Duda                                                                     | Mercedes Montalá          |
| Chirurg          | Babak Karimi              | Gerd Meyer                                                                       |                           |
| Corrado          | Gianmarco Tognazzi        | Frank Röth                                                                       | Xavier Fernández          |
| Davide           | Alessandro Gassmann       | Ole Pfennig                                                                      | Alfonso Vallés            |
| Don Lorenzo      | Flavio Insinna            | Torben Liebrecht                                                                 | Pep Anton Muñoz           |
| Elisa            | Claudia Gerini            | Claudia Lössl                                                                    | Alicia Laorden            |
| Filippo          | Vincenzo Salemme          | Pierre Peters-Arnolds                                                            | Ricky Coello              |
| Giulia           | Cristiana Capotondi       | Laura Maire                                                                      | Isabel Valls              |
| Jacques          | Arthur Dupont             | Patrick Schröder                                                                 |                           |
| John             | Colin Moss                |                                                                                  | Ángel del Río             |
| Loredana         | Carla Signoris            | Christina Hoeltel                                                                | María Pilar Quesada       |
| Luca             | Silvio Orlando            | Leon Rainer (laut TV Alliance) Hans-Rainer Müller (laut Deutsche Synchronkartei) | Ricardo Solans            |
| Marc             | Malik Zidi                | Benedikt Weber                                                                   | Ángel de Gracia           |
| Michela          | Silvia Sofia Ricci        | Katharina Müller-Elmau                                                           | Mar Roca                  |
| Monique          | Cécile Cassel             | Annina Braunmiller                                                               | María Moscardó            |
| Monsieur Giresse | Wilfred Benaïche          | Erich Ludwig                                                                     |                           |
| Paolo            | Fabio De Luigi            | Claus-Peter Damitz                                                               | Óscar Barberán            |
| Polizist         | Marco Simeoli             |                                                                                  | Alberto Mieza             |
| Richterin        | Marina Viro               | Susanne von Medvedy                                                              |                           |
| Roberta          | Giorgia Würth             |                                                                                  | Esther Solans             |
| Sergio           | Claudio Bisio             | Thomas Wenke                                                                     | Juan Carlos Gustems       |
| Studentin        | Irene Vecchio             | Sonja Tièschky                                                                   |                           |
| Valentina        | Martina Pinto             |                                                                                  | Graciela Molina           |

## Auszeichnungen
Ex wurde für den bedeutendsten italienischen Filmpreis, den Premio David di Donatello, 2009 in zehn von 25 Kategorien nominiert, konnte aber keine gewinnen: Bester Film, Bester Regisseur, Bestes Drehbuch, Beste Nebendarstellerin (Carla Signoris), Bester Nebendarsteller (Claudio Bisio), Beste Filmmusik, Bestes Originallied, Bester Schnitt, Bester Ton (Marco Fiumara), und Premio David Giovani.
Für das Nastro d’Argento 2009, einen Filmpreis, der von der Berufsvereinigung der italienischen Filmjournalisten SGNCI vergeben wird, wurde Ex mit sieben Nominierungen in sechs Kategorien bedacht: Beste Komödie, Bestes Drehbuch, Bester Nebendarsteller (Claudio Bisio und Silvio Orlando), Beste Nebendarstellerin (Carla Signoris), Bester Schnitt und bestes Originallied (Biagio Antonacci). Ex gewann den Preis für die beste Komödie.
Für den Film war Fausto Brizzi auch für den Globo d’oro 2009 in der Kategorie Beste Komödie nominiert.